# Coryphasia nuptialis
Coryphasia nuptialis är en spindelart som beskrevs av Bauab Vianna 1986. Coryphasia nuptialis ingår i släktet Coryphasia och familjen hoppspindlar. Inga underarter finns listade i Catalogue of Life.